# 73년

## 연호
- 후한(後漢) 영평(永平) 16년

## 기년
- 후한(後漢) 명제(明帝) 16년
- 신라(新羅) 탈해 이사금(脫解泥師今) 17년
- 고구려(高句麗) 태조대왕(太祖大王) 21년
- 백제(百濟) 다루왕(多婁王) 46년

## 사건
- 신라가 지난해 백제에게 빼앗긴 와산성(蛙山城)을 수복하다.
- 왜가 신라의 목출도(木出島)를 공격해 각간 우오(羽烏)를 보냈으나 격퇴하지 못하다.